# Benjamin Balleret
Benjamin Balleret (Montecarlo, 15 de enero de 1983) es un jugador profesional de tenis monegasco. Alcanzó su mejor ranking el 19 de junio de 2006, cuando se ubicó en la posición 204 del ranking ATP.

## Carrera
A lo largo de su carrera, Balleret ha ganado seis títulos en torneos Futures. 
Alcanzó fama mundial en abril de 2006, cuando llegó a tercera ronda del Masters 1000 de Montecarlo viniendo desde la fase de clasificación, derrotando a jugadores como Sébastien Grosjean y Christophe Rochus, ambos ubicados en el top 50 en ese momento. Luego perdió ante Roger Federer, pero su actuación le reportaría un ascenso de más de 100 puestos en el ranking, quedando en el puesto 217.
En 2013, Balleret jugó el tiebreak más largo de la historia del tenis, en un partido por la ronda final de la fase de clasificación del futuro n.º 1 de Estados Unidos ante su compatriota Guillaume Couillard. Balleret terminaría imponiéndose por 7-6 (34) 6-1.

## Títulos en Futures (6)
| N.º | Fecha                  | Torneo        | Superficie    | Oponente en la final | Resultado       |
| --- | ---------------------- | ------------- | ------------- | -------------------- | --------------- |
| 1.  | 25 de julio de 2005    | Jounieh       | Tierra batida | Dusan Karol          | 6-2 6-0         |
| 2.  | 1 de agosto de 2005    | Jounieh       | Tierra batida | Laurent Recouderc    | 6-3 7-5         |
| 3.  | 15 de agosto de 2005   | Teherán       | Tierra batida | Malek Jaziri         | 6-7(6) 3-0 ret. |
| 4.  | 11 de junio de 2006    | Bassano       | Tierra batida | Andrea Arnaboldi     | 6-2 6-1         |
| 5.  | 15 de junio de 2009    | Blois         | Tierra batida | Andrei Gorban        | 3-6 6-3 6-2     |
| 6.  | 7 de noviembre de 2011 | Pensacola, FL | Tierra batida | Maverick Banes       | 6-1 6-7(2) 6-4  |